# Niebocko (gromada)
Niebocko – dawna gromada, czyli najmniejsza jednostka podziału terytorialnego Polskiej Rzeczypospolitej Ludowej w latach 1954–1972.
Gromady, z gromadzkimi radami narodowymi (GRN) jako organami władzy najniższego stopnia na wsi, funkcjonowały od reformy reorganizującej administrację wiejską przeprowadzonej jesienią 1954 do momentu ich zniesienia z dniem 1 stycznia 1973, tym samym wypierając organizację gminną w latach 1954–1972.
Gromadę Niebocko z siedzibą GRN w Niebocku utworzono – jako jedną z 8759 gromad na obszarze Polski – w powiecie brzozowskim w woj. rzeszowskim na mocy uchwały nr 18/54 WRN w Rzeszowie z dnia 5 października 1954. W skład jednostki weszły obszary dotychczasowych gromad Niebocko i Grabówka ze zniesionej gminy Grabownica Starzeńska oraz obszar dotychczasowej gromady Jabłonka ze zniesionej gminy Dydnia w tymże powiecie. Dla gromady ustalono 27 członków gromadzkiej rady narodowej.
Gromada przetrwała do końca 1972 roku, czyli do kolejnej reformy gminnej.